# Mars 3

De Mars 3 (Russisch: Марс 3) was een Russische ruimtesonde uit het begin van de jaren 70. Deze onbemande (met Mars 2 gecombineerde) missie naar Mars beoogde een wagentje op het Marsoppervlak te laten landen.

## Lancering
De Mars 3 werd op 28 mei 1971 gelanceerd met een Proton-draagraket vanaf kosmodroom Bajkonoer. Ze kwam in een baan rond Mars op 2 december 1971.

### Lanceervenster
De Mars 3 had het voordeel van een zeer gunstig lanceervenster. Hierdoor kon de draagraket veel nuttige lading vervoeren. 
Dit betekende dat de Mars 3 orbiter niet alleen genoeg brandstof aan boord had om na afremmen in een baan om Mars te komen, maar tevens een lander kon meenemen. 
Ter indicatie: het lanceervenster van 1973 was aanzienlijk minder gunstig. Men had de keus tussen óf brandstof voor de afremming meenemen, óf een lander. De Russen lanceerden toen vier sondes. Twee zonder lander (Mars 4 en Mars 5) die na afremming in een baan rond Mars kwamen en de communicatie met de Aarde moesten verzorgen; daarnaast twee sondes met een landingsschotel (Mars 6 en Mars 7) die niet konden afremmen en tijdens hun passage met Mars hun lander afschoten.

### Gewicht
De sonde woog in totaal 4650 kg. De lander woog in eerste instantie 635 kg, na aankomst op Mars was dit gereduceerd tot 450 kg. Dat is een voor die tijd opmerkelijke prestatie, aangezien de twee dagen later gelanceerde Amerikaanse Mariner 9 een gewicht had van slechts 1000 kg.

### Russische roulette

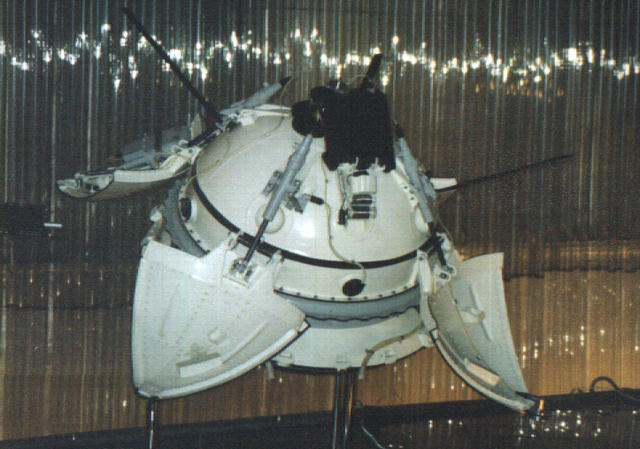
Mars 3 lander.

De Russische ontwerpers namen echter, om maar zo veel mogelijk nuttige lading mee te kunnen nemen, twee enorme risico's tijdens het ontwerpen van de Mars 3. Om zowel voldoende brandstof voor de orbiters remraket als een landingsschotel mee te kunnen nemen, had men de hoeveelheid brandstof beperkt tot het absolute minimum. Bovendien was de orbiter voorgeprogrammeerd om automatisch te starten met foto-opnames, zonder tussenkomst van de vluchtleiding.

## Stofstorm bij aankomst

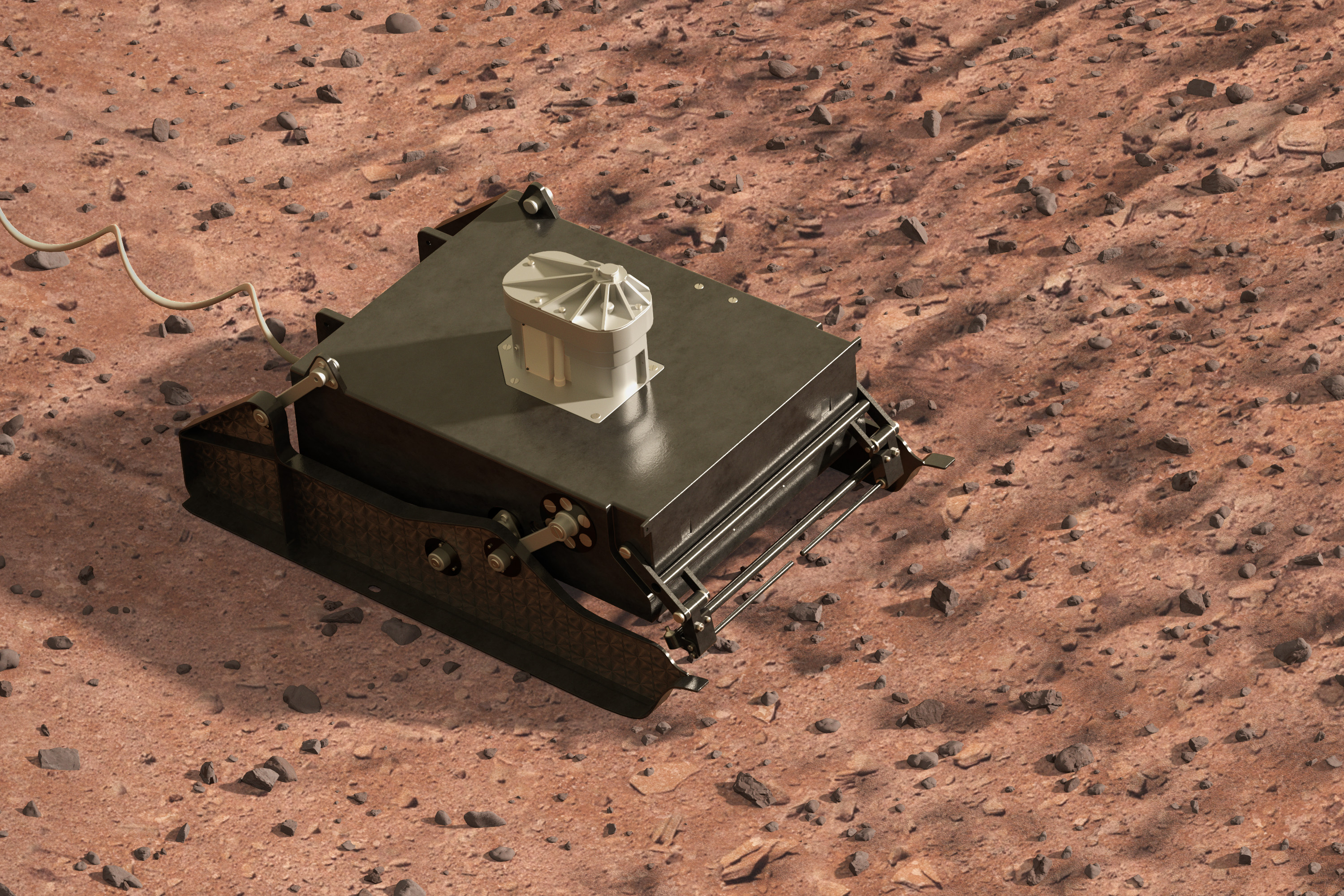
Voorstelling van het door sledes voortbewogen wagentje PROP-M op het Marsoppervlak.

Tijdens de aankomst van de Mars 3 bij Mars was de planeet gehuld in een stofstorm van gigantische afmetingen, die de gehele planeet omvatte. Astronomen hadden toentertijd nog nooit zo'n enorme storm meegemaakt. De vluchtleiding van de Amerikaanse Mariner 9 telde haar knopen en besloot om slechts enkele foto's per dag te maken om de storm te bestuderen.
De Russen hadden die luxe echter niet, aangezien ze hun ruimtevaartuig hadden voorgeprogrammeerd. Zo verspilde Mars 3 netjes volgens instructie een groot aantal foto's aan Mars, terwijl daar door de storm nauwelijks details op te zien waren.

### Brandstofgebrek
In tegenstelling tot de latere Viking 1 en Viking 2, die in hun geheel afremden, om vervolgens eerst foto's te maken van interessante landingsplaaten alvorens hun landingsschotel te ontkoppelen, ontbeerden de Russen deze mogelijkheid. Hun draagraket was niet krachtig genoeg om zowel een lander mee te nemen als een orbiter met voldoende brandstof om de sonde in zijn geheel af te remmen. De Mars 3 had slechts nét genoeg brandstof aan boord om de massa van de orbiter af te remmen. Dit vereiste echter wél dat de lander vóór de afremprocedure werd ontkoppeld. 
Daarom programmeerden de Russen hun sonde vooraf om zijn landingsschotel automatisch af te stoten na aankomst bij de rode planeet.
Dat betekende in dit geval, dat ze hun kostbare marslander op goed geluk afschoten in de grootste Martiaanse stofstorm die men ooit vanaf de Aarde had waargenomen.

## Landing

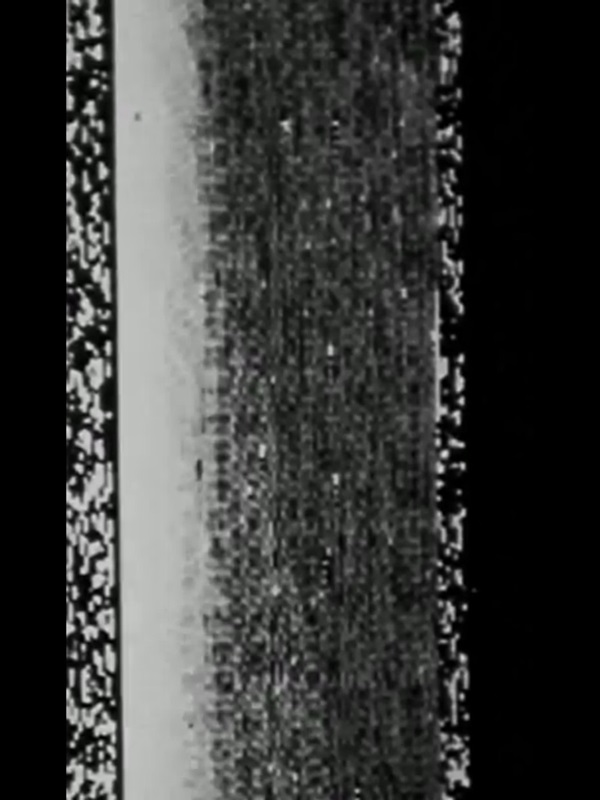
Het door Mars 3 verzonden fotofragment. Tijdens het overseinen werd de lander door de storm vernield.

Desalniettemin slaagde de Mars 3 er in een zachte landing te maken op Mars. De robot kwam neer op 2 december 1971 (13:52 UTC, MSD 34809 3:06 AMT, 11 Libra 192 Darische) op 45° ZB 158° WL en zond signalen naar de Aarde, waaronder de eerste foto ooit die vanaf het Marsoppervlak was genomen. De aanvankelijke vreugde over het succes ebde snel weg, toen binnen amper twee minuten (110 seconden) de lander van Mars 3 voorgoed in alle talen zweeg. Waarschijnlijk zijn de instrumenten onklaar geraakt door de immense zandstorm. De sonde was net twintig seconden bezig met het overseinen van z'n eerste foto. Op de foto is daardoor geen enkel nuttig detail te zien. 
De orbiter functioneerde tot 15 augustus 1972. Hierna publiceerde de Russische pers enige resultaten, waaruit bleek dat Mars kouder was dan verwacht, de atmosfeer 200x ijler en 5000x minder vochtig dan op Aarde. De basis van de ionosfeer lag tussen 80 à 110 km; zandkorrels van stofstormen reikten tot 7 km hoogte.